# Тройль
Тройль (швед. von Troil) — баронский род.
Потомство Трулса Ларссона, управителя имений советника Бота в начале XVII века. Его сын, пастор Уно Труллсон (?—1664), принял фамилию Троилиус. Его сын и внук были также пасторами, а правнук, Самуил Троилиус (1706—1764), епископ вестероский, получил дворянское достоинство в Швеции с фамилией «фон-Тройль».
Его сын, Кнут фон Тройль (1768—1825), был шведским генерал-адъютантом и губернатором в Або, остался в этой должности после присоединения Финляндии к империи, получил в 1809 г. баронское достоинство от императора Александра I.
Род его внесён, 11 / 23 января 1818 года, в матрикул Рыцарского Дома Великого Княжества Финляндского, в число родов баронских под № 24.
Из его сыновей барон Самуил Вернер (1798—1865) был губернатором санкт-михельским (1856) и тавастгусским(1863); барон Уно (1803—1839) — шведским министром-резидентом в  Константинополе.

## Описание герба
по Долгорукову
Щит разделён горизонтально на два поля; верхнее поле горностаевое, чистое; в нижнем, голубом поле, две главы серафимов с крыльями; между ними, от правого верхнего угла к нижнему левому, золотая диагональная полоса, на коей два двойных голубых креста, и между крестами человеческая рука.
На гербе баронская корона, из коей выходит восемь знамён, красных и голубых поочерёдно. По бокам короны два шлема с баронскими же коронами; из правого шлема выходят два страусовых пера, за коими видны, крестообразно, якорь и широкий красный крест с пятью на нём золотыми пятиугольными звёздами. Из левого шлема выходят два голубых орлиных крыла с княжеской короной на середине каждого, и между ними ликторский пук с топором и с княжеской же короной над ним. Щит держат: справа медведь с дворянской короной на голове, слева олень.